# Leon Starkiewicz

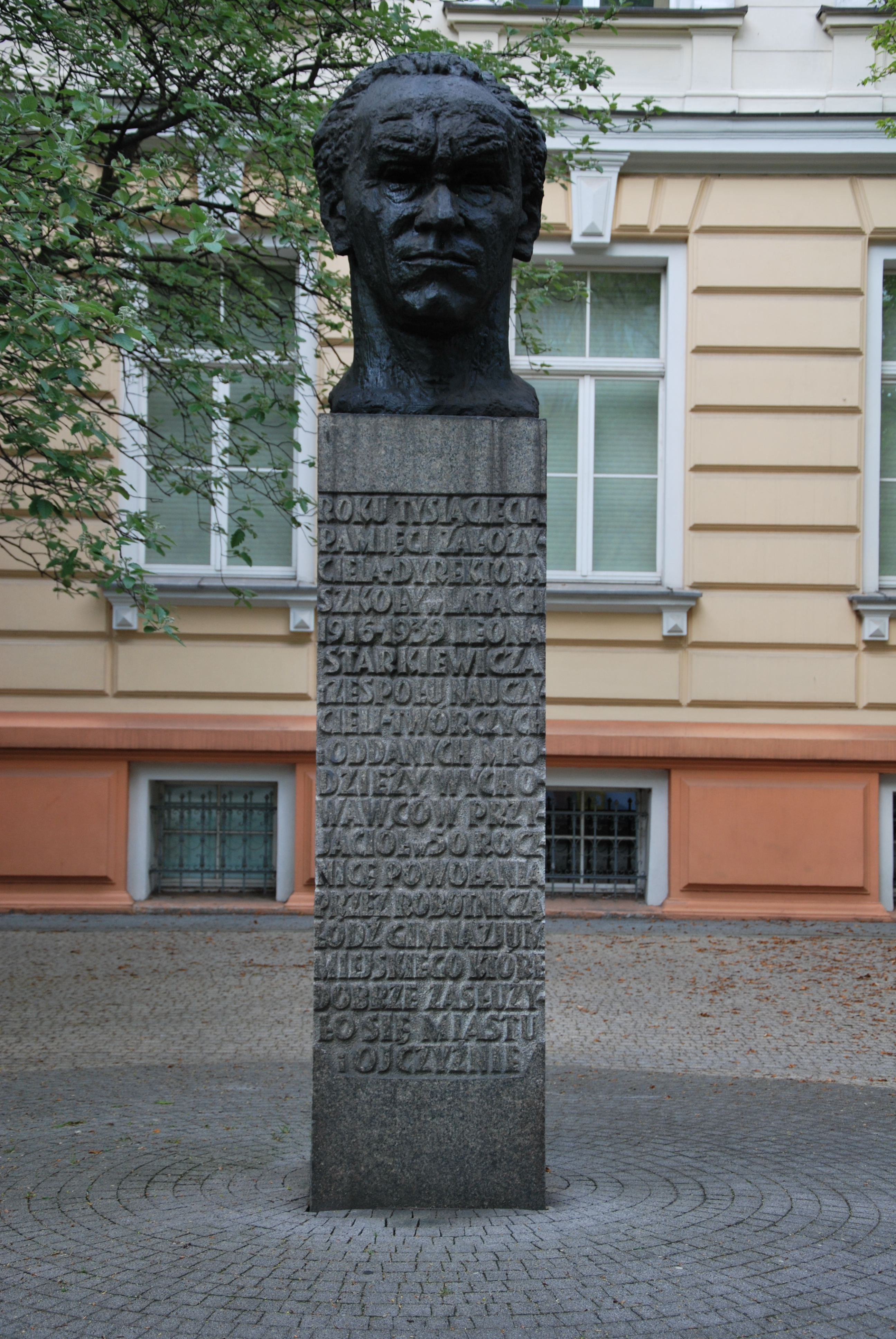
Popiersie Leona Starkiewicza przed budynkiem III LO w Łodzi

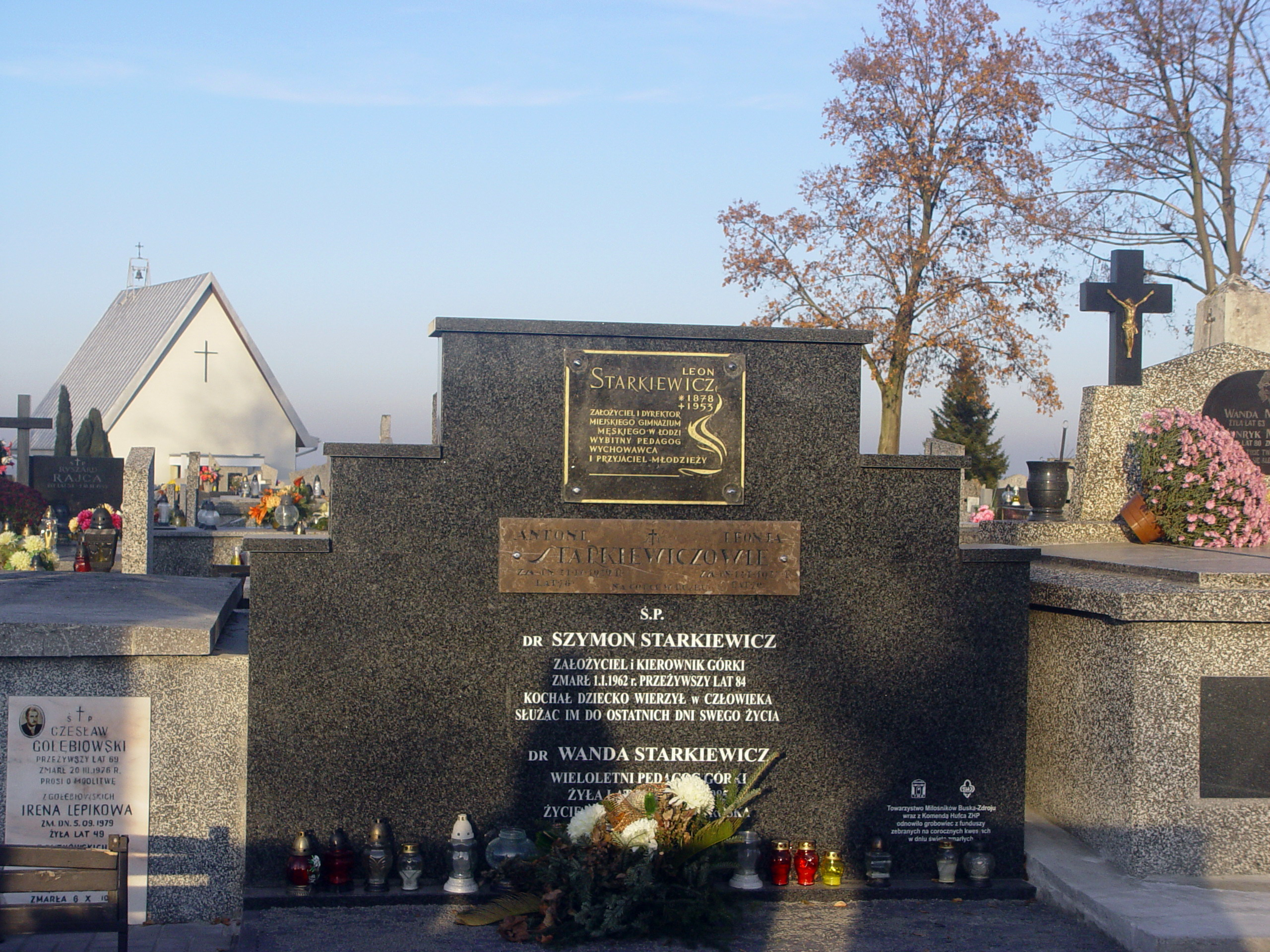
Grobowiec rodziny Starkiewiczów w Busku-Zdroju z inskrypcją: Leon Starkiewicz – założyciel i dyrektor Gimnazjum Miejskiego w Łodzi, wybitny pedagog, wychowawca i przyjaciel młodzieży

Leon Starkiewicz (ur. 1878 lub 24 maja 1881 w Będzinie, zm. 16 września 1953 w Busku-Zdroju) – polski nauczyciel, założyciel i wieloletni dyrektor Gimnazjum Miejskiego w Łodzi.
Pochodził z rodziny nauczycielskiej. Studia przyrodnicze rozpoczął na Cesarskim Uniwersytecie Warszawskim, a od roku 1905 – po relegowaniu z uczelni za udział w strajku szkolnym – kontynuował je samodzielnie. Po zdaniu egzaminu dyplomowego został nauczycielem przedmiotów przyrodniczych. W latach 1910–1916 uczył w Gimnazjum Polskim. Był ideowo związany z warszawską Organizacją Nauczycieli Niepodległościowych, m.in. organizował akcje zmierzające do usunięcia ze szkół języka rosyjskiego i uroczystego obchodzenia w szkole rocznicy powstania styczniowego. W latach 1916–1939 pracował – jako nauczyciel i dyrektor – w utworzonej przez siebie nowej szkole dla chłopców z niezamożnych rodzin. Okres II wojny światowej spędził w Busku-Zdroju i jego okolicach, gdzie brał udział w tajnym nauczaniu. Po zakończeniu wojny nie wrócił do Łodzi. Kontynuację jego dzieła przejęli jego następcy (wśród nich – wychowankowie), kierujący III Liceum Ogólnokształcącym im. Tadeusza Kościuszki w powojennej Polsce.

## Życiorys

### Dzieciństwo i młodość
Był synem Antoniego Starkiewicza i Leonii z Jundziłłów. Ojciec był Litwinem i w domu dziadków rozmawiano po litewsku, w tym języku także prowadzono rodzinną korespondencję. Matka pochodziła z polskich Kresów Wschodnich i była unitką. Oboje rodzice byli nauczycielami w szkołach powszechnych Kongresówki (piotrkowskie). Narodziny pierworodnego syna Szymona, były przez ponad rok ukrywane. Miało to na celu uniknięcie przymusowego prawosławia, co carskie prawo przewidywało dla dzieci z mieszanych małżeństw (wiązało się z tym uznanie dziecka za Rosjanina). Dla pewności rodzina przeniosła się do Będzina, gdzie dziecko zostało wpisane do ksiąg metrykalnych. Leon był jednym z trzech młodszych braci Szymona. Bracia uczęszczali do szkoły powszechnej w Będzinie, prowadzonej przez ojca.
W latach późniejszych ich drogi rozeszły się: Szymon został lekarzem-pediatrą, założycielem Sanatorium „Górka” w Busku-Zdroju, drugi brat – inżynierem-górnikiem, dyrektorem kopalni w Dąbrowie Górniczej, a Leon, kontynuując rodzinną tradycję, został nauczycielem.
Studiował nauki przyrodnicze na Uniwersytecie Warszawskim. W czasie studiów aktywnie uczestniczył w działalności studenckiej organizacji „Spójnia”. Po relegowaniu z uczelni za udział w strajku szkolnym w 1905 r. uczył się samodzielnie, pracując jako nauczyciel w Olkuszu i w Piotrkowie. W roku 1908 uzyskał pozwolenie kontynuowania studiów w trybie eksternistycznym i zdał egzamin przed komisją państwową w Odessie, uzyskując tytuł kandydata nauk przyrodniczych.

### Praca nauczycielska w Łodzi
Był nauczycielem, dyrektorem szkoły i organizatorem oświaty w Łodzi w latach walki o odzyskanie niepodległości i w okresie dwudziestolecia międzywojennego.
W latach 1910–1916 uczył przyrody w 8-klasowym męskim Gimnazjum Polskim, w którym od roku 1911 stanowisko dyrektora zajmował Jan Czeraszkiewicz. W latach I wojny światowej podejmował – wraz z grupą postępowego nauczycielstwa – intensywne starania o usunięcie języka rosyjskiego ze szkół. Współorganizował wiec (15 marca 1915), na którym przyjęto uchwałę:

domagamy się dla wszystkich przedmiotów języka polskiego jako języka wykładowego, wprowadzenia do szkoły historii i geografii Polski, prowadzenia wszystkich czynności administracyjnych w języku polskim.

Zgoda na wprowadzenie polskiego języka wykładowego została wydana. W sierpniu tego samego roku Starkiewicz był jednym z członków grupy nauczycieli, która czynnie sprzeciwiała się podporządkowaniu łódzkich szkół policji niemieckiej. Spotkania z prezydentem policji i pisemne protesty odniosły pożądany skutek – szkołom pozostawiono stosunkowo dużą samodzielność.
Na początku roku 1916 doszło do ostrego konfliktu grupy nauczycieli z dyrektorem szkoły, dotyczącego formy obchodów 53 rocznicy powstania styczniowego. Nauczyciele – Julian Brona, Stanisław Garlicki, Leon Starkiewicz, Konstanty Wysznacki i Wacław Zawadzki (ideowo związani z warszawską Organizacją Nauczycieli Niepodległościowych) – przedstawili Radzie Pedagogicznej wniosek o zorganizowanie, w dniu wolnym od nauki, manifestacji patriotycznej na terenie szkoły. Ich wniosek został kategorycznie odrzucony przez dyrektora. Wyrażając swój protest przeciwko tej decyzji wnioskodawcy demonstracyjnie nie stawili się do pracy w dniu rocznicy, a wkrótce potem zostali zwolnieni.
Leon Starkiewicz zaangażował się w tworzenie nowej szkoły męskiej dla chłopców z niezamożnych rodzin, której tradycje obecnie kontynuuje III Liceum Ogólnokształcące im. Tadeusza Kościuszki; uczestniczył też w pracach utworzonego w Łodzi Kuratorium Okręgu Szkolnego (wspólnie m.in. z Tadeuszem Łopuszańskim, Janem Jaroszem). Był dyrektorem nowej szkoły od 2 października 1916 r. do grudnia 1939.
Jako nauczyciel prowadził zajęcia z geologii, biologii, mineralogii i petrografii. Jako dyrektor zabiegał o to, aby szkoła dawała młodzieży do wyboru zróżnicowane pola aktywności, „od zajęć technicznych do filozofii, od spółdzielczości do samodzielnego spreparowania szkieletu konia”. Usilnie zabiegał o fundusze, umożliwiające finansową pomoc ubogiej młodzieży, w tym podejmowanie studiów. Utrzymywał ścisłe kontakty z Oddziałem Piotrkowskim Polskiego Towarzystwa Krajoznawczego (PTK), m.in. zorganizował – wspólnie z Michałem Witanowskim (prezesem Oddziału), Józefem Karczewskim i innymi – sekcję muzealną (pierwszym kustoszem zbiorów muzealnych był Onufry Krajewski). Uczestniczył w pracach Kuratorium Okręgu Szkolnego w Łodzi, pełniąc funkcję wizytatora szkolnego. Pracował też w Wydziale Kultury i Oświaty łódzkiego Magistratu.
W kronikach szkoły zanotowano następujące daty z tego okresu:
- 1916 – powołanie Męskiej 4–klasowej Szkoły Miejskiej (profil matematyczno-przyrodniczy),
- 1919 – przekształcenie szkoły w 8-klasowe Męskie Gimnazjum (z zachowaniem profilu przyrodniczo-matematycznego), na podstawie decyzji Ministerstwa Wyznań Religijnych i Oświecenia Publicznego finansowanej przez Magistrat m. Łodzi,
- 1920 – przeniesienie szkoły z ulicy Nowo-Targowej do neorenesansowego budynku przy ulicy Sienkiewicza,
- 1921 – nadanie imienia Józefa Piłsudskiego,
- 1923 – opuszczenie murów szkoły przez pierwszych maturzystów,
- 1926 – utworzenie Stowarzyszenia Byłych Wychowanków,
- 1933 – przekształcenie klas trzecich w klasy pierwsze 4-letniego gimnazjum,
- grudzień 1939 – przerwanie działalności.

### Okres II wojny światowej
W czasie okupacji niemieckiej w budynku działała niemiecka szkoła żeńska. Część kadry nauczycielskiej, najbliższych współpracowników i przyjaciół Leona Starkiewicza, nie przeżyła wojny – polonista Zygmunt Hajkowski zmarł w obozie Auschwitz-Birkenau, historyk Zygmunt Lorentz zmarł w Łodzi w 1943 roku, zakatowany przez gestapo przy ul. Sterlinga (w 1939–1945 Robert-Koch-Straße). Leon Starkiewicz został wysiedlony z Łodzi. Byli wychowankowie (przede wszystkim Mieczysław Stawski) pomogli mu przedostać się do Buska-Zdroju, do brata – Szymona. Początkowo pracował w biurze cegielni, należącej do Sanatorium „Górka”, a później zamieszkał w małej wsi Tuczępy, w której do sierpnia 1944 r. uczył w szkole rolniczej i prowadził, w wiejskiej chacie, tajne nauczanie (Tuczępy należały do sieci, której centralą było Gimnazjum i Liceum w Busku).
Gdy okolice Buska znalazły się w strefie frontu, został przez wojska radzieckie ewakuowany do Sandomierza. Zapadł na zdrowiu i nie skorzystał z zaproszenia do Lublina, do pracy w powstającym tam resorcie oświaty PKWN. Działał w Rytwianach, wspomagając, jako tłumacz z języka rosyjskiego, tworzenie nowej polskiej administracji. Po zakończeniu ofensywy 1945 r. wrócił na „Górkę”.

### Okres powojenny
Po wojnie postanowił nie wracać do Łodzi. Zajął się ponownie administracją Sanatorium „Górki”. Po przejściu na emeryturę nadal przebywał w Busku. Zajmował się m.in. wędkowaniem, które było jego pasją, i tłumaczeniami książek z zakresu rybołówstwa.
Zmarł w roku 1953. Został pochowany na cmentarzu parafialnym w Busku-Zdroju, przy ul. Langiewicza, w rodzinnym grobowcu, w którym wcześniej spoczęli jego rodzice.

## Ordery i odznaczenia
- Krzyż Kawalerski Orderu Odrodzenia Polski (9 listopada 1932)[22]

## Upamiętnienie
W dniu 20 listopada 1966 roku, z okazji 50-lecia Szkoły, przed jej frontonem, został odsłonięty pomnik dyrektora Leona Starkiewicza. Pomnik jest dziełem Mariana Wnuka, zaś opracowanie architektoniczne – inż. arch. Mariana Spychalskiego, marsz. Polski, byłego wychowanka Szkoły.

## Opinie i wspomnienia
Witold Dembowski, autor szkicu biograficznego zamieszczonego w książce „Dzieje szkoły. 50-lecie Gimnazjum Miejskiego w Łodzi” (wyd. 1968) napisał w zakończeniu:

W ciągu dwudziestu lat kierowania Gimnazjum, dyrektor Leon Starkiewicz okazał się nie tylko wybitnym pedagogiem, ale także położył wielkie zasługi jako działacz społeczny i oświatowy. Stworzył szkołę, która praktycznymi osiągnięciami torowała drogę nowym formom wychowania społecznego.

Mieczysław Woźniakowski, pierwszy dyrektor powojennego gimnazjum, był jednym z jego absolwentów, uważających Leona Starkiewicza za swojego wychowawcę. W wydanej w 1982 r. książce o szkole w pięciu powojennych latach („Było i tak i siak”) próbował odpowiedzieć – sobie i czytelnikom – na pytanie, czym zasłużył Leon Starkiewicz na tak wielki szacunek wychowanków, że po latach postanowili oni ufundować mu, z własnych środków, pomnik stojący przed budynkiem:

Myślę, że przede wszystkim kulturą wewnętrzną, taktem (nigdy nie użył ostrego słowa ani w stosunku do nauczyciela, ani do ucznia), wielką wiedzą z zakresu swej specjalności (geologia, mineralogia, petrografia) i wiedzą ogólną, zainteresowaniami naukowymi, poszanowaniem „indywidualności nauczyciela” – również ucznia – liberalizmem jako podstawy światopoglądu i szeroko pojętą tolerancją. Jednocześnie Starkiewicz był nieprzejednanym wrogiem wszelkich przejawów kołtuństwa różnej maści, nacjonalizmu, antysemityzmu, wstecznictwa. Obraz tamtej „mojej” szkoły przedwojennej stał się niemal obsesją mojego życia (Portret Starkiewicza pędzla jednego z jego wychowanków, Feliksa Paszkowskiego zawisł w auli szkolnej).

Podobne opinie wyrażają inni wychowankowie, członkowie Stowarzyszenia Byłych Wychowanków.